# 全粒粉
全粒粉（ぜんりゅうふん、ぜんりゅうこ、英: wholemeal flour, whole-wheat flour）とは、小麦などの穀粒の表皮、胚芽、胚乳をすべて粉砕して構成される穀粉。広義には小麦全粒粉のほかライ麦全粒粉などを含むこともあり「穀物全粒粉」とも称される。

## 小麦全粒粉
小麦全粒粉とは一般的には小麦粒をそのまま丸ごと挽砕したものである。ただ、日本では特に基準はないが、アメリカ合衆国ではアメリカ食品医薬品局（FDA）及び穀物化学者学会（AACC）が全粒穀物（Whole grains）について「主要部分である胚乳、胚芽及びふすまが穎果に存在するのと同じ比率で含まれること」と定義している。そのため狭義にはある小麦粒をそのまま丸ごと製粉したものを指すが、広義には同じ原料の小麦から作られたものでなくても成分組成が全粒粉にほぼ等しいもの（その比率がほぼ胚乳83%、ふすま15%、胚芽2%となっている小麦粉）を含むとしている。
小麦の粒には表面にクリーズ（粒溝）があり、塵や埃がたまりやすく、小麦をそのまま挽くと雑味が出るため、技術的には胚乳部分のグルテンの伸展性の良い部分とふすまの表皮部分だけを加工したもののほうが食味を良くできるという指摘がある。
なお、グラハム粉は全粒粉の別名として扱われることもあるが、技術的には表皮と胚芽部分のみを粗挽きにして通常の精白粉に混合したものをいうこともある。

### 特徴
表皮（ブラン）と胚芽（はいが）からくる「香ばしい風味」と、「歯ごたえのある食感」が特徴である。
強力粉に全粒粉を加えることで「独特の風味」「ほのかな酸味」「コク」を楽しめるパンになる。
パンのほか、クラッカー、ビスケット、シリアル食品、パスタなどに用いられる。
石丸製麺は2021年、国産小麦による全粒粉100％のうどんを開発し販売を開始した。

### 栄養価
胚乳だけを用いる通常の小麦粉と比べ栄養価が高く、薄力粉と比較して3倍程度の食物繊維や鉄分を含み、ビタミンB1の含有量も高く、健康志向の食品に用いられる。

## 小麦以外の全粒粉
小麦全粒粉のほかにライ麦全粒粉や大麦全粒粉がある。なお、日本食品標準成分表では「全粒粉」は小麦粉（強力粉）とライむぎ（ライ麦）の区分で用いられている。